# Urraca, cazador de rojos
Urraca, cazador de rojos es un documental español de 2022 que refleja la actividad del policía Pedro Urraca Rendueles, encargado por el régimen del general Franco de perseguir a los políticos exiliados tras la guerra civil. El relato se hace principalmente a través de la visión que de él tiene su nieta Loreto y contando con la participación de diversos historiadores, periodistas y descendientes de exiliados. Fue dirigido por Pedro de Echave y Felip Solé sobre un guion del primero. Es una producción de Quindrop y Sègula Films que contó con la colaboración de IB3, TV3 y RTVE. Obtuvo varios premios en festivales de temática histórica.

## Sinopsis
El documental se centra en la vida y actividad policial de Pedro Urraca a partir del momento en que la dictadura franquista le destina a Francia para realizar un seguimiento de los exiliados españoles e intentar la captura de algunos de sus líderes para que fueran juzgados en España. Tras la derrota de Francia y durante la ocupación, Urraca obtuvo algunos éxitos gracias a la colaboración de las autoridades alemanas y el gobierno de Vichy. Se relata la detención de quien había sido presidente de la Generalidad de Cataluña, Lluís Companys; los intentos de capturar al antiguo presidente de la República española Manuel Azaña, frustrados por la intervención en su favor del embajador de México; y la detención de varias personas e incautación de bienes en el buque Alsina. También se relatan las capturas de los políticos socialistas Julián Zugazagoitia y Francisco Cruz Salido, así como del anarquista Juan Peiró, quienes —al igual que Companys— fueron fusilados en España. Igualmente se relata cómo estafó a numerosos judíos que intentaban huir del Tercer Reich.
Tras la derrota del Tercer Reich, Urraca huyó de Francia, donde fue condenado a muerte en ausencia por su colaboración con la Gestapo, pero prosiguió su actividad policial hasta que fue acusado de desviar fondos públicos en la embajada de España en Bélgica. A través de los testimonios de su hijo, su nieta y su sobrino se dan a conocer detalles de su vida familiar, coincidiendo los tres en su frialdad de carácter y falta de afecto. Su nieta Loreto cuenta su proceso de «desafiliación» de la trayectoria de su abuelo, que le llevó a escribir el libro Entre hienas.

## Reparto
- Loreto Urraca, nieta de Pedro Urraca
- Gemma Aguilera, periodista
- Jordi Guixé, historiador
- Veronique Salou-Olivares, hija de un deportado a Mauthausen
- Gorka Landaburu, periodista e hijo de exiliados
- Manuel Urraca, sobrino de Pedro
- Antoni Janer, periodista
- Ingo Niebel, historiador
- Verónica Estay, sobrina de un condenado por crímenes de lesa humanidad
- José María Muriá, historiador
- Bruno Vargas, historiador
- Jean Louis Urraca, hijo de Pedro
- Luis de Guezala, historiador y archivero
- Arantzatzu Amezaga, hija de exiliados pasajeros del Alsina
- Juan Antonio Ríos Carratalá, catedrático de Literatura Española
- Vicent Gabarda, historiador
- Anna Miñarro, psicóloga

## Premios
III edición del Saraqusta Film Festival
| Categoría                         | Candidato                         | Resultado |
| --------------------------------- | --------------------------------- | --------- |
| Dragón de Oro al mejor documental | Dragón de Oro al mejor documental | Ganador   |
| Dragón de Plata al mejor guion    | Pedro de Echave                   | Ganador   |

XVII Festival Internacional de Cinema de Reus
| Categoría          | Resultado |
| ------------------ | --------- |
| Premio del público | Ganadora  |

Cerdanya Film Festival 2023
| Categoría      | Resultado |
| -------------- | --------- |
| Premio Memoria | Ganadora  |

VI Encuentro audiovisual Imágenes con Memoria
| Categoría          | Resultado |
| ------------------ | --------- |
| Premio del público | Ganadora  |